# 주발 (전한)

주발(周勃, ? ~ 기원전 169년)은 초한쟁패기, 전한 초기의 군인, 정치가이다. 작위는 강후(絳侯), 시호는 무후(武侯)이다. 한 고조를 따라 거병하여 전한의 건국에 큰 공을 세웠다.
유방 궐기 후 함께하여 진나라 정벌에 공을 세웠다. 유방이 한중왕이 되자 무위후에 봉해지고 유방을 따라 관중 공략 시, 조분과 장평을 격파하는 공을 세웠다. 성고지전 중에는 먼저 요관에 머물고 있으면서 후발로 참여하여 항적과 정면 대결을 펼쳐 곡역 등지의 22현을 탈취하기도 하였다. 한나라 건국 후 공신 서열 4번째, 강무후에 봉해지고 식읍 8,100호를 하사받았으며 연왕 장도와 한왕 신과 연왕 노관의 반란을 진압하여 태위의 지위에 올랐다. 고조 사후 정권을 장악한 여씨를 진평과 함께 죽이고 한실에 정권을 돌렸다.

## 생애

### 초한 전쟁
선조는 원래 하남군 권현 사람이었는데 패군으로 이주했다. 양잠과 직조로 생업을 삼으며 상가에서 손님들을 위해 피리를 불어주었다. 그러다가 유방이 패공으로써 거병하면서 주발은 중연(中涓)으로써 유방을 좇았다. 이후 방여(方與)·풍(豐) 등 각지를 전전하며 공을 세웠고, 하읍(下邑)을 함락시킬 때 가장 먼저 올라가 오대부(五大夫)의 작위를 받았다. 또 옛 위나라의 영역을 평정하였으며, 원척(元戚)·동민(東緡) 등 여러 곳, 주로 연주 지방의 여러 현을 전전해 함락시켰다. 또 삼천군수 이유의 군사를 굴복시켰다. 개봉(開封)을 함락할 때에는 주발의 사졸 중에 성 아래에 먼저 온 자가 많았다.
이후 패공이 서진하여 거병한 지 1년 2달 만에 탕군에 이르러 초회왕에게 무안후의 작후를 받자, 주발은 탕군장이 되었다. 패공은 주발을 호비령으로 삼았다. 패공을 따라 옛 위나라 땅을 평정하면서 동군위를 무찌르고, 왕리의 군을 무찌르고, 또 영천군의 속현들을 공략하고, 남양으로 들어가서는 군수 여의(呂齮)를 무찌르고, 무관·요관을 함락하고 남전에서 진나라 군사를 격파하여 함양까지 이르렀다.
항우가 유방을 한왕으로 봉하면서, 한왕에게서 무위후(武威侯)의 봉작을 받았고 한중까지 따라가 장군이 되었다. 삼진(옹·새·적 삼국) 평정 중의 싸움, 즉 옹나라 왕 장함과의 싸움에서는 괴리, 호치(好畤) 싸움에서 전공이 으뜸이었고, 함양에서 조분(趙賁)과 내사 보(保)를 칠 때에도 전공이 으뜸이었다. 칠현을 함락하고, 장평(장함의 아우)와 그 수하 장수 요앙(姚卬)을 무찔렀고, 견(汧)·미(郿)·빈양(頻陽) 세 현을 함락했으며, 폐구 포위에 참여하다가 서승(서현의 승)을 무찔렀으며 또 장함의 장수 도파(盜巴)도 무찔렀다. 이후 요관을 지키며 곡역을 치고, 돌아와 오창을 수비했다. 항우가 죽자 동해와 사수의 스물두 현을 항복시켰고, 돌아와 낙양·약양을 지켰다.

### 제후왕 반란 진압
기원전 202년, 다른 제후왕들과 함께 유방을 황제로 추대한 연왕 장도가 반란을 일으키자 고제를 따라 공을 세웠고, 강(絳)현의 8,180호를 식읍으로 받는 열후에 봉해져 강후(絳侯)가 되었다.
또 한왕 신이 반란을 일으키자 고제를 따라 이를 쳐 한왕의 군사와 호인(胡人)의 기병을 여러 차례 무찌르고, 태원과 진양 등지의 수복에 공헌했다. 돌아와서는 태위가 되었다. 진희가 반란을 일으키자 이를 쳐 마읍을 결딴내고 진희의 장수 승마치(乘馬絺)를 죽였으며, 한왕 신과 진희와 조리의 군사를 누번에서 격파하고 진희의 장수 송최(宋最)와 안문수 혼(圂)을 사로잡았다. 운중수 속(遬), 승상 기사(箕肆), 장군 훈(薰)을 사로잡고 안문과 운중을 평정했으며, 진희를 영구(靈丘)에서 격파하여 베고 진희의 승상 정종(程縱)·장군 진무(陳武)·도위 고사(高肆)를 사로잡고 대군을 평정했다.
연왕 노관이 모반하자 번쾌를 대신하여 대장이 되어 토벌하여 노관의 대장 저(抵)와 승상 언(偃)·군수 형(陘)·태위 약(弱)·어사대부 시(施)를 사로잡고, 상곡·우북평·요서·요동·어양의 일흔아홉 현을 평정했다.

### 여씨 세력 타도
고제가 죽고 혜제와 두 소제의 시대에는 고황후 여씨와 그 일족들이 나라를 지배해 황실을 위협했고, 태위인 주발과 좌승상 진평은 국무를 보지 못했다. 둘은 계획을 짜 여씨 일족을 몰아내고 문제를 옹립해 한나라를 다시 유씨의 손에 돌렸다.

### 만년
문제가 즉위하자 주발은 우승상이 되어 식읍이 1만 호에 달했으나, 한 달 후 지나친 총애를 경계하는 말을 듣고 두려워해 직위를 반납했다. 후에 진평이 죽어 다시 승상이 되었으나, 열 달 후 다시 문제가 봉국으로 돌아갈 것을 넌지시 요구하여 또 승상에서 면직되어 봉국으로 돌아갔다. 이후 주발은 주살될 것을 두려워해 항상 갑옷을 입고 가인들에게 무기를 지니게 했으나, 이 때문에 모반 혐의를 받아 정위에 체포되어 하옥됐다. 주발은 옥리에게 천금을 주었고, 옥리가 주발에게 공주, 곧 주발의 며느리인 문제의 딸을 의지하라고 했다. 주발은 이를 통해 태후의 동생 박소에게 뇌물을 줬고, 박소는 박태후에게 주발을 위해 말해줬고, 박태후가 주발이 모반할 생각이 없다며 황제를 꾸짖어 주발은 풀려나 봉읍을 회복할 수 있었다.
문제 11년(기원전 169년)에 죽어 시호를 무(武)라 하였고, 아들 주승지가 작위를 이었다.

## 자손
주승지는 황실의 사위가 되었으나, 살인에 연루되어 봉작이 폐해졌다. 주발의 아들 중 주아부가 현명하다 하여 조후(條侯)가 되어 주발의 봉작을 계승했다. 주아부가 죽은 후에는 주견이 평곡후(平曲侯)가 되어 주발의 봉작을 계승했다.